# Canzoniere Vicentino
Il Canzoniere Vicentino è un gruppo musicale popolare nato per far conoscere i canti, le tradizioni e le storie tipiche vicentine e venete.
Il gruppo si dedica principalmente ai canti sociali che hanno segnato profondamente i più importanti avvenimenti storici.

## Storia
La loro carriera, iniziata nel 1975, ha spaziato da spettacoli musicali e teatrali a trasmissioni e incisioni radiofoniche, oltre ad attività di intrattenimento nelle piazze e nelle scuole.
Nel 1975 in occasione di un concerto di canti contro la guerra, organizzato dalla Lega Obiettori di Coscienza, si presentarono quattro cantautori italiani: Don Gastone Pettenon, Gianmaria Sberze, Gianni Schiro e Mimmo Cardone.
Dopo lo spettacolo Don Gastone Pettenon propose l'unione dei quattro partecipanti per la costituzione di un nuovo gruppo musicale che riproponesse e creasse canti sociali. L'unico a non poter aderire a tale idea fu Mimmo Cardone in quanto già faceva parte di un gruppo proprio.
Il trio diede così inizio, nel marzo 1975, al neonato Canzoniere Vicentino.
Il neo gruppo musicale nella stessa estate avviò anche la prima campagna di registrazioni etnomusicologiche nella zona della Valposina arricchendosi di due voci femminili: Roberta Contin e Gigliola Manni. 
Nel 1977 entrò a far parte del Canzoniere Vicentino anche Margherita Morselli.
Successivamente, nel 1979, il gruppo si sciolse, come la totalità dei gruppi Canzonieri d'italia, dopo un incontro nazionale svoltosi a Venezia.
Tale incontro, organizzato dalla rivista “Musica”, stabilì la fine di questi generi di esperienze musicali e politiche.
Negli anni '80 gli artisti decisero tuttavia di riunirsi sotto forma di gruppo di lavoro dedicandosi allo studio dei canti tradizionali.
La prima uscita del gruppo rappresentava una proposta didattica in due serate sugli stili e repertori nel canto popolare del Nord Italia.
Dal 1981 iniziarono le prime proposte spettacolari, fra le quali la prima inerente al tema storico sull'emigrazione dal Veneto, presentato a Treviso nella Sala dei Trecento.
Nel 1989 il gruppo si costituì  in una Associazione Culturale, incidendo il primo brano in Vinile intitolato Nuovo Progetto e il loro primo disco “Sé rivà el torototèla”.
Partecipò in estate al 2º Festival di Musica Popolare di strada a Senigallia, a una rassegna corale a Faenza, e in settembre vinse la sesta edizione del premio “Città di Arzignano” per la coralità vicentina di ispirazione popolare. 
Tra il 1995 e il 2000 il gruppo curò anche la produzione di spettacoli monografici sul calendario popolare legato alle ricorrenze principali come il Natale, l'Epifania, il Carnevale riproponendoli nelle varie città e province del Veneto.
Sempre in quegli anni, si aprì un capitolo importante di collaborazione con Gianluigi Secco che, a partire dal 1996, chiamò il gruppo a partecipare una volta all’anno a una trasmissione legata alla cultura tradizionale veneta da lui condotta su un'emittente televisiva privata di Treviso. La collaborazione si allargò successivamente anche verso l’Associazione SORAIMAR (di cui il gruppo risulta tra i fondatori) che si occupa di archiviazione di documenti etnomusicologici per tutta l’area veneta o venetofona (compresa l’Istria, il Brasile e i distretti principali dell’emigrazione veneta all’estero). 
Sempre in questo periodo iniziò una stretta collaborazione assieme al regista e attore Pino Costalunga, con il quale vengono elaborati diversi spettacoli teatrali tutt'oggi proposti nel repertorio.
Nel 2011 il Canzoniere Vicentino, per la sua proposta di canti tradizionali popolari veneti, in particolare vicentini, venne riconosciuto, dopo la proposta della Giunta al Consiglio Comunale, come "gruppo di musica popolare e amatoriale di interesse comunale, in occasione dei 150 anni dell'Unità d'Italia".
Numerosi sono anche gli spettacoli relativi agli eventi e rituali più importanti dell'anno delle genti fra 1800 e metà 1900:
- Quando saremo in Mèrica: viene raccontata l'epopea veneta partendo dai primi flussi di emigrazione stagionale e proseguendo con l'emigrazione verso l'America.

- Le done de la filanda: una raccolta dei canti delle filandiere vicentine.

- Al 24 màgio, da Asiago andare a Gallio: si tratta di una serie di racconti che propongono come tema il dramma della partenza per la guerra, i bombardamenti ad Asiago e i canti dei disertori e l'ironia dei soldati.

- Il '900 cantato: propone temi legati all'industrializzazione, Grande Guerra, Fascismo, antifascismo e Resistenza.

- Festa d'Aprile: dal Fascismo alla Liberazione

All'inizio degli anni Ottanta il gruppo si ricostituisce come gruppo di lavoro, con l'intento di studiare il canto tradizionale, di proseguire le registrazioni in provincia, di diventare dei ripropositori seri e documentati, imparando o reimparando a cantare nello stile del canto popolare. Sulla scia di questo entusiasmo, l'allegra compagnia di musicisti ed artisti partecipa ad un seminario sulla voce con Giovanni Marini a Bassano del Grappa, che verrà successivamente riproposta, organizzandone una a Vicenza nel 1981.
Il clima tematico nel quale i testi del gruppo di musicisti in questione è spesso connesso ad avvenimenti storici o sociali di grande clamore. In particolare, in un clima di guerre passate, il Canzoniere Vicentino decide di dar vita ad un brano musicale, sempre di matrice folkloristica, che parla dell'importanza del Monte Grappa nella Prima e nella Seconda Guerra Mondiale. In particolare, oltre ad essere un luogo di morte e sangue versato, il Monte Grappa è diventata anche il punto strategico per la difesa italiana.

## Componenti
Due sono i componenti attuali del Canzoniere Vicentino:
- Gianmaria Sberze: voce, fisarmonica, mandolino, chitarra, bandurria, rekùbele, percussioni;
- Luciano Zanonato: voce, flauti, cornamusa, diana, chitarra, bandurria, percussioni, torototèla

Per quanto riguarda i componenti aggiuntivi invece troviamo:
- Pino Costalunga (Vicenza, 1956): attore e regista. Negli anni '70 si dedica agli studi di recitazione e nei primi anni '80 inizia la carriera nel teatro. È ora responsabile di Glossateatro presso Vicenza.
- Enrico Antonello: voce e tromba
- Anna Righetto: clarinetto e sax contralto
- Marianne Wade: voce e violino
- Giuseppe Zambon: fisarmonica

## Discografia
- Sé rivà el torototèla, 1989 (musicassetta); riedizione in CD con integrazione di 2 brani, 2001.
- Cantastella, 1992 (musicassetta); riedizione in CD, Soraimar, 2006.
- Le done de la filanda, 2001, canti di filanda del vicentino (CD), Soraimar, 2001.
- Le stagioni dei Berici (canti popolari tradizionali della Val Liona eseguiti dagli alunni della Scuola Media di Grancona); riedizione in CD, Soraimar, 2005
- Al 24 magio – Canti veneti della Grande Guerra (doppio CD), Soraimar, 2016[2]
- Le mondariso di Vicenza – Canti delle mondariso vicentine